# Kanton Burie
Kanton Burie (fr. Canton de Burie) je francouzský kanton v departementu Charente-Maritime v regionu Poitou-Charentes. Skládá se z 10 obcí.

## Obce kantonu
- Burie
- Chérac
- Dompierre-sur-Charente
- Écoyeux
- Migron
- Saint-Bris-des-Bois
- Saint-Césaire
- Saint-Sauvant
- Le Seure
- Villars-les-Bois